# 第24回寬仁親王牌・世界選手権記念トーナメント
第24回寬仁親王牌・世界選手権記念トーナメントは、2015年7月17日から20日まで、弥彦競輪場で行われた。

## 決勝戦

### 競走成績
- 7月20日（月）[1]
- 誘導員…上原龍（長野）

| 着順 | 車番 | 選手       | 登録地 | 着差    | 決まり手 | 上がり(秒) | H/B | 特記 |
| ---- | ---- | ---------- | ------ | ------- | -------- | ---------- | --- | ---- |
| 1    | 8    | 園田匠     | 福岡   |         | 差し     | 11.1       |     |      |
| 2    | 1    | 武田豊樹   | 茨城   | 3/4車輪 | 差し     | 11.4       |     |      |
| 3    | 7    | 神山雄一郎 | 栃木   | 1/2車輪 |          | 11.3       |     |      |
| 4    | 4    | 菊地圭尚   | 北海道 | 1/2車身 |          | 10.9       |     |      |
| 5    | 2    | 脇本雄太   | 福井   | 1/4車輪 |          | 11.6       | HB  |      |
| 6    | 3    | 渡邉一成   | 福島   | 3/4車輪 |          | 11.1       |     |      |
| 7    | 5    | 金子貴志   | 愛知   | 1/4車輪 |          | 11.3       |     |      |
| 8    | 6    | 伏見俊昭   | 福島   | 1/4車輪 |          | 11.0       |     |      |
| 9    | 9    | 新田祐大   | 福島   | 1車身   |          | 11.4       |     |      |

### 配当金額
| 枠番二連勝 | 複式   | 1=6   | 1,640円   |
| 枠番二連勝 | 単式   | 6-1   | 3,290円   |
| 車番二連勝 | 複式   | 1=8   | 9,710円   |
| 車番二連勝 | 単式   | 8-1   | 37,890円  |
| 三連勝     | 複式   | 1=7=8 | 9,610円   |
| 三連勝     | 単式   | 8-1-7 | 212,050円 |
| ワイド     | ワイド | 1=8   | 1,450円   |
| ワイド     | ワイド | 7=8   | 2,320円   |
| ワイド     | ワイド | 1=7   | 640円     |

### レース概要
3番手の神山が脇本と武田の間を選ぶと、空いた直線の中央を園田が突き抜けてGI初制覇。九州から7年ぶりにタイトルホルダーが誕生した。ゴール寸前で力尽きた武田・神山が2・3着。武田のグランドスラムには一歩近づけず。

## その他
- 決勝戦の地上波中継は、「第24回寬仁親王牌・世界選手権記念トーナメント　（GI）～決勝戦～」テレビ東京《TXN系列・BSN 全7局ネット》[3]。

- 3連単21万2050円は、G1決勝では史上最高配当となった[4]。

- 4日間の総売上は92億0763万9900円[5]（目標は100億円）。4日制以上のG1の最低売上額を更新となってしまった（従来の記録は昨年の宇都宮・高松宮記念杯の92億4254万4500円）。初日の17日に台風11号が四国・近畿に上陸したことが場外発売に影響したともいわれる[6]。なお、翌年以降も2019年まで4日制以上のG1の売上ワーストを更新している。